# Inscription runique de Bergakker

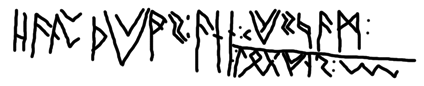
L'inscription runique.

L'inscription runique de Bergakker a été découverte en 1996 sur un fourreau d'épée trouvé dans un champ et a entraîné bien des discussions entre les linguistes. On pense que l'inscription datée d'environ 425-450 est en langue franque. De cette époque, dans ce qui est maintenant les Pays-Bas, il nous est resté très peu des Francs. L'inscription confirme ainsi leur présence sur le territoire de la Betuwe et laisse voir par ailleurs qu'ils utilisaient bel et bien les runes. Sur leurs voisins, les Frisons, nous sommes bien mieux éclairés. Les runes présentes sur le fourreau de l'épée appartiennent, à une rune près, au vieux futhark.
Bernard Mees en donne la lecture suivante : haþuþȳwas ann kusjam logūns, ce qui d'après son interprétation correspond au néerlandais moderne « (van) Haþuþȳw. Ik(hij?) gun(t) een vlam (zwaard) aan de uitverkorenen, ce qui pourrait signifier « de la part de Hathuthuuw. Je souhaite cette épée à l'élu ???? » (« Que cette épée, qui appartient à moi Hathuthuuw, transperce celui dont ce sera le destin ???? ») ; il admet toutefois que le sens d'un certain nombre de caractères n'est pas très clair. Il souligne ensuite que la forme des mots présente toutes les caractéristiques qui correspondent à ce qui devait être le vieux-francique, avec sa branche occidentale le vieux néerlandais. Si cette interprétation est exacte, l'inscription pourrait être considérée comme la phrase la plus ancienne en néerlandais.

## Sources
- (nl) Cet article est partiellement ou en totalité issu de l’article de Wikipédia en néerlandais intitulé « Runeninscriptie van Bergakker » (voir la liste des auteurs).
- J.H. Looijenga (thèse de doctorat 1997), Runes around the North Sea and on the Continent AD 150-700, o.a. blz. 36-38, SSG Uitgeverij, Groningen,  (ISBN 90-6781-014-2)
- T. Looijenga (2003), Texts & contexts of the oldest Runic inscriptions, o.a. blz 72-73, 317-322, BRILL,  (ISBN 90-04-12396-2 et 9789004123960)